# Ressort (droit)
Pour les articles homonymes, voir Ressort (homonymie).
En droit, le ressort désigne à la fois l'étendue de la compétence géographique d'une juridiction, les valeurs à l'intérieur desquelles elles peuvent statuer et, à l'intérieur de ces valeurs, les sommes au-delà desquelles leurs jugements sont susceptibles d'appel.
Sur le plan géographique, le ressort est la partie du territoire national sur l'étendue de laquelle s'exerce la compétence d'une juridiction.
On dit qu'une décision de justice est rendue en dernier ressort si elle n'est pas susceptible d'appel. Elle peut faire l'objet d'un pourvoi en cassation. Sont rendues en dernier ressort les décisions des juridictions jugeant en premier et dernier ressort et celles des juridictions d'appel.